# Mk 6頭盔

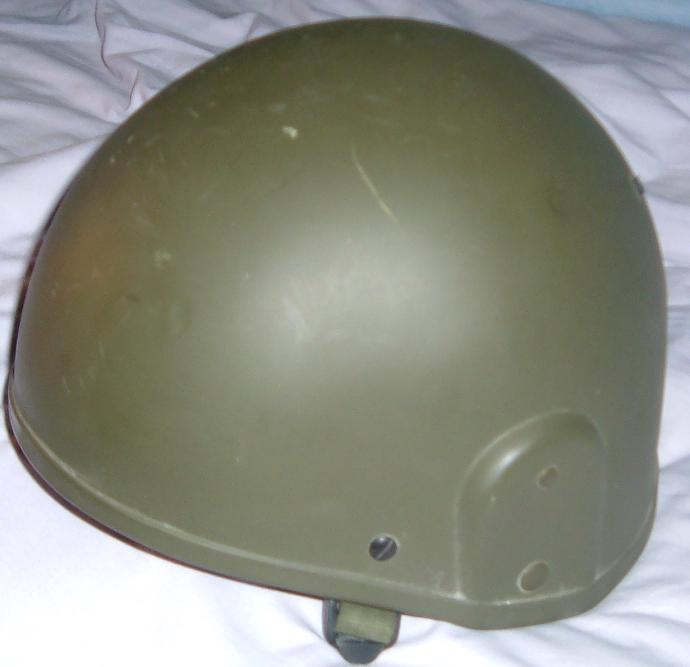
一頂沒有DPM迷彩布套的Mk6頭盔

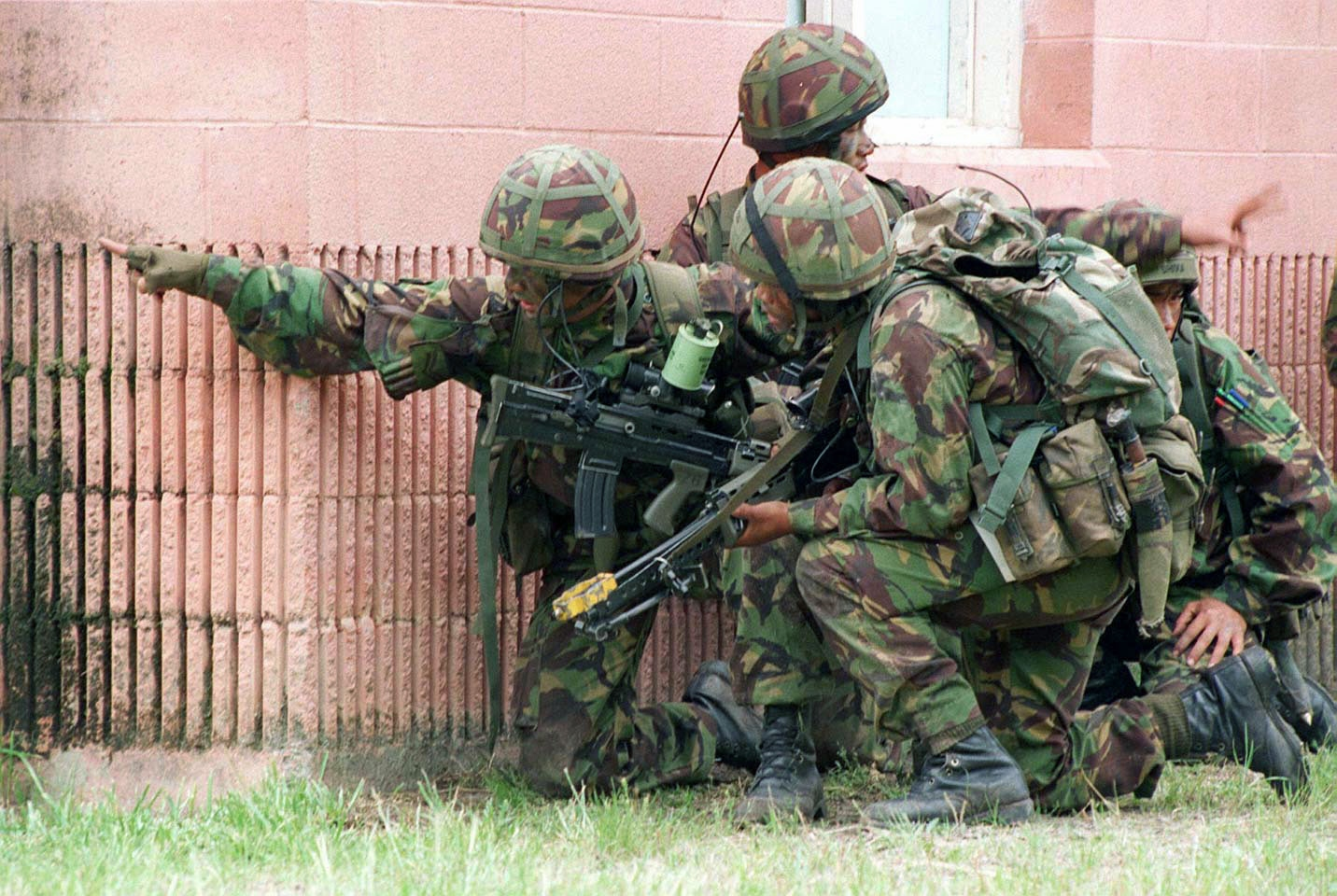
帶著Mk6頭盔進行演習的英國陸軍廓爾喀部隊

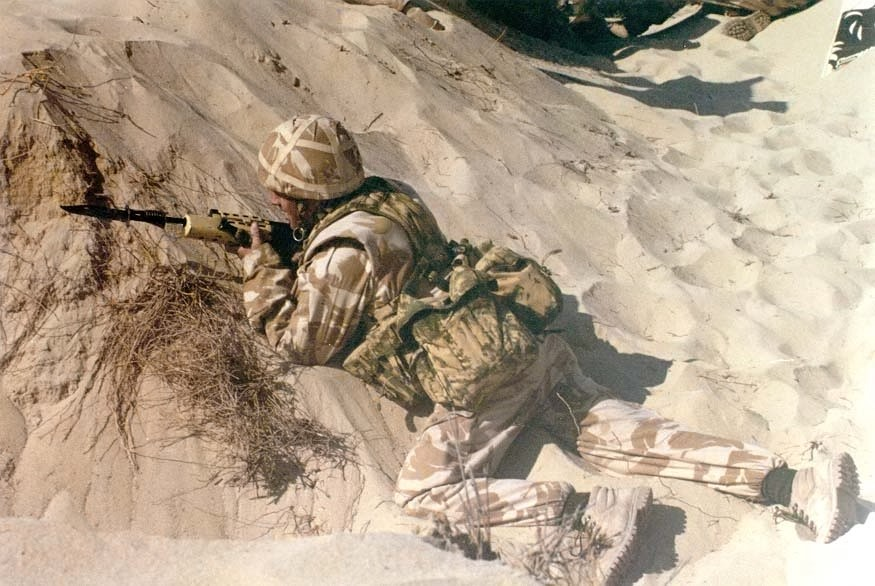
一名參加波斯灣戰爭格蘭比行動的英軍士兵帶著覆有沙漠迷彩布套的Mk6頭盔

Mk 6頭盔（英語：Mk 6 helmet）是英軍的一款制式戰鬥頭盔，和其自1986年起取代的舊款軍用盔——Mk 3頭盔相比，更便於個人無線電及防毒面具的攜帶、對耳部保護效果亦更佳。此款頭盔由NP宇航公司（NP Aerospace）生產。
Mk 6頭盔的原始用色為墨綠色，英軍另在外盔加上盔套以進行軍事偽裝，用色包含了綠色系的DPM迷彩、叢林、沙漠圖案、用於極地作戰的純白盔套及聯合國任務的藍色盔套。有時暱稱為戰鬥圓禮帽，而這詞在過去用以形容二戰時英軍的布洛迪鋼盔。
Mk 6頭盔通常被誤認為是功夫龍製成，實際上用料是尼龍纖維。

## Mk 6A頭盔
2005年起，Mk 6頭盔逐漸開始被原設計的更新版本——Mk 6A頭盔取代，亦由NP宇航公司生產。儘管與Mk 6外觀十分相似，但由於透過在外層加上了凱夫勒纖維，Mk 6A的彈道防護能力更好，重量也因此略重。